# Casa del 51 del Carrer de Sant Joan
La Casa del 51 del Carrer de Sant Joan és un edifici medieval de la vila de Vilafranca de Conflent, de la comarca d'aquest nom, a la Catalunya del Nord.
Com el seu nom indica, és en el número 51 del carrer de Sant Joan, en el sector central - oriental de la vila. Li correspon la parcel·la cadastral 53.
La casa, del segle xv damunt d'una base del XIII, ha estat molt reformada. La façana és obrada amb còdols, entre dues cases fetes amb pedra tallada. A la planta baixa hi ha dues arcades de punt rodó, amb arestes vives i dovelles extradossades de forma desigual, que semblen refets. A l'angle est es conserva una arrencada d'arc i el començament d'una arcada datable en el segle xiii. Al segon pis hi ha dues grans finestres de punt rodó amb arestes vives.